# Royal Gurkha Rifles
I Royal Gurkha Rifles (italiano: Fucilieri Reali Gurkha) sono un reggimento di fanteria dell'esercito britannico, composto da 2 battaglioni. Gli appartenenti vengono reclutati  tra i Gurkha in India settentrionale e nel Nepal, nazione indipendente dal Regno Unito e non aderente al Commonwealth.
Il reparto è stato creato nel 1994 dall'accorpamento di 4 diversi reggimenti Gurkha dell'esercito britannico:
- 2nd King Edward VII's Own Gurkha Rifles (The Sirmoor Rifles)
- 6th Queen Elizabeth's Own Gurkha Rifles
- 7th Duke of Edinburgh's Own Gurkha Rifles
- 10th Princess Mary's Own Gurkha Rifles

I fucilieri Gurkha sono considerati tra i migliori soldati dell'esercito britannico, e tra i più stimati al mondo. Spesso hanno montato la guardia, in alternativa alle Foot Guards, presso Buckingham Palace. Oggi il reggimento ha la consistenza di tre battaglioni: uno di fucilieri d'assalto, uno di fanteria leggera e uno di fanteria specializzata.